# Cimitero di Saint-Josse-ten-Noode
Il cimitero di Saint-Josse-ten-Node è il cimitero del comune belga di Saint-Josse-ten-Noode, la Regione di Bruxelles-Capitale. 
Si trova nel comune di Schaerbeek.
I personaggi sepolti sono:
- Charles de Groux (1825-1870)
- André Van Hasselt (1806-1874)
- Jean-Baptiste Madou (1796-1877)
- Caroline Gravière (1821-1878)
- Eugène Van Bemmel (1824-1880)
- Charles Rogier (1800-1885)
- Édouard Agneessens (1842-1885)
- Armand Steurs (1849-1899)
- François Binjé (1835-1900)
- Guillaume Charlier (1854-1925)
- George Garnir (1868-1939)
- Georges Pètre, (1874-ucciso nel 1942)
- Franz Courtens (1854-1943)
- Guy Cudell (1916-1999)

## Galleria d'immagini

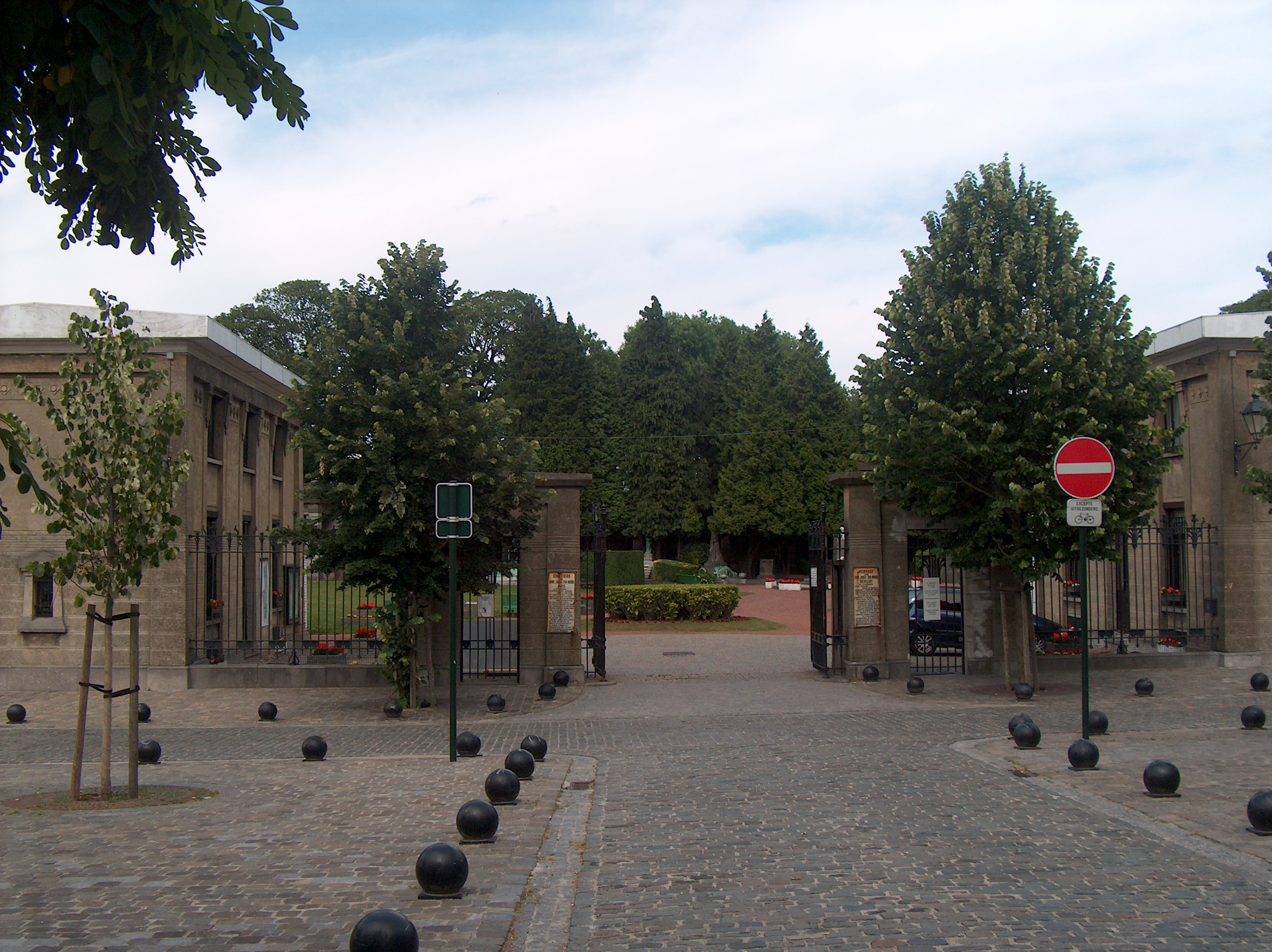
Ingresso
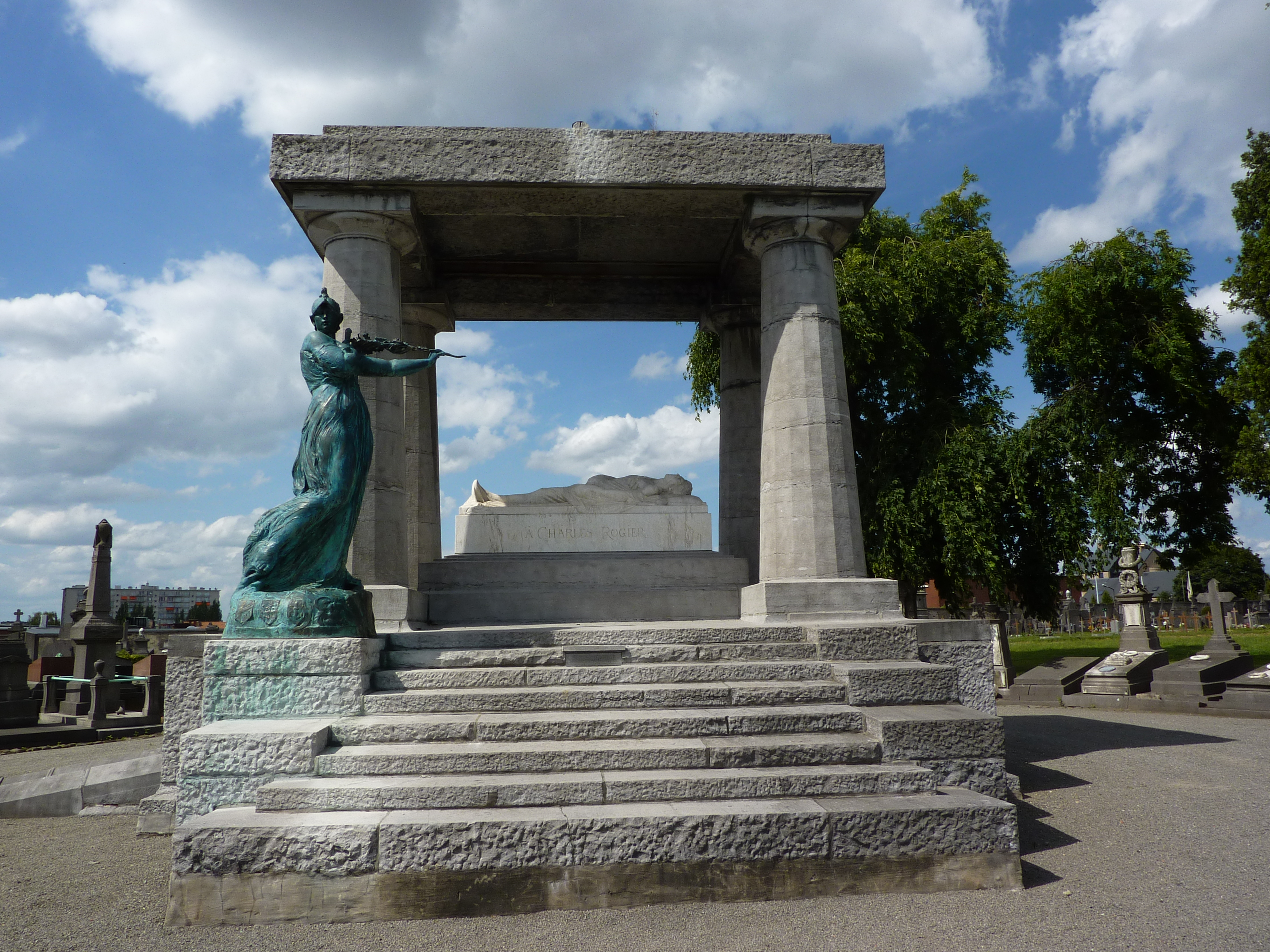
Mausoleo di Charles Rogier
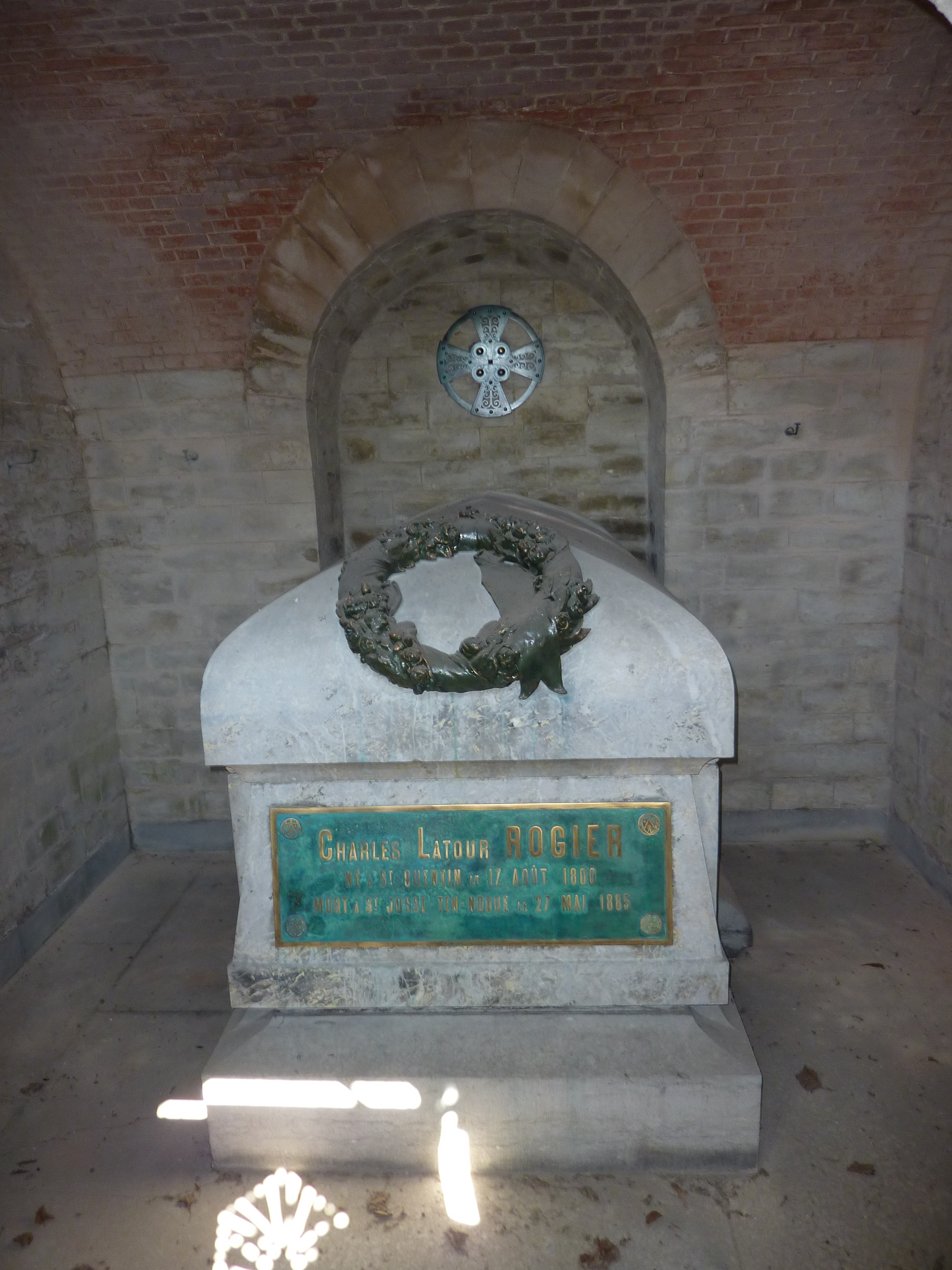
Cripta di Charles Rogier
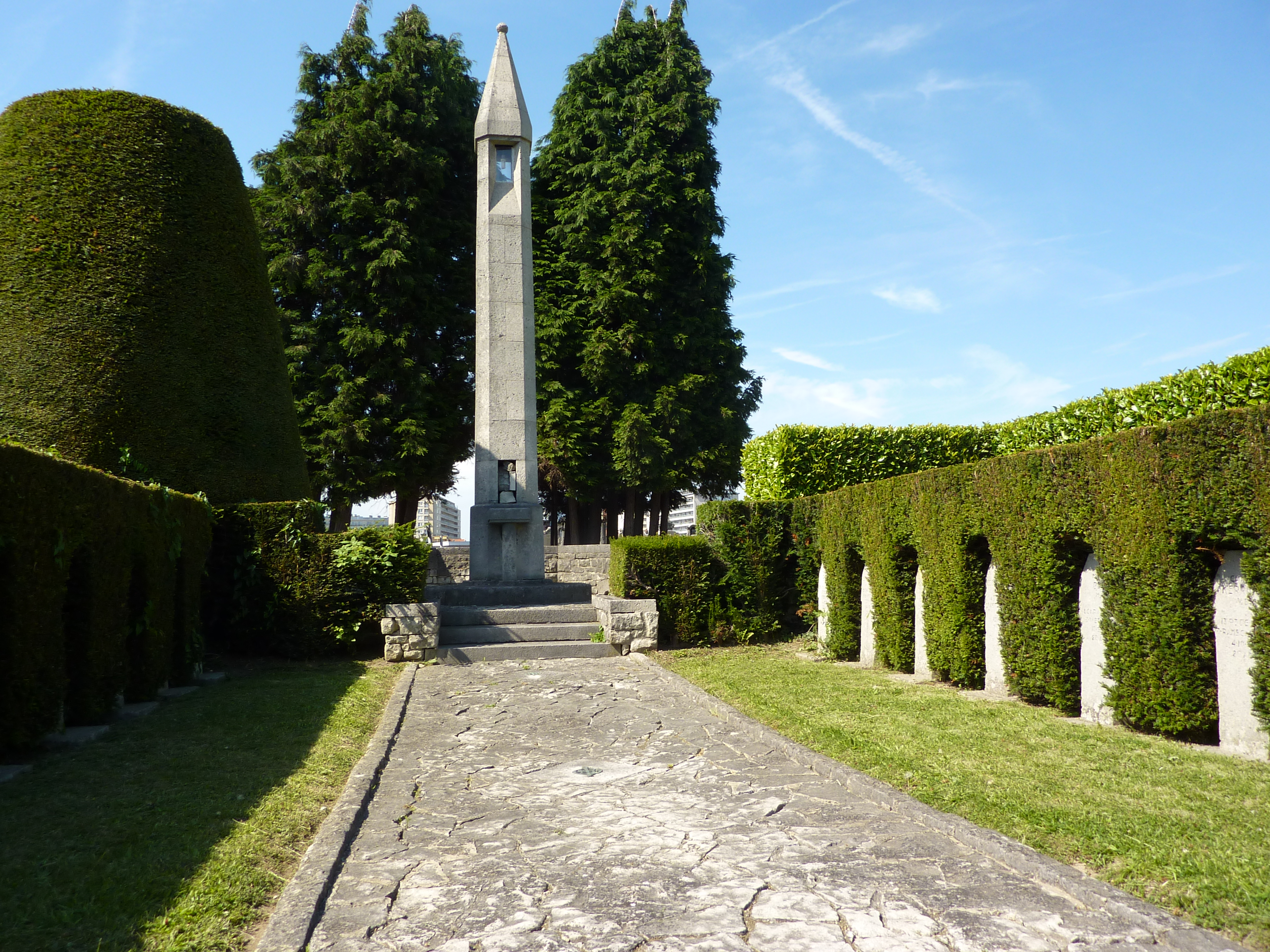
Tumbe 14-18